# 屋頂花園

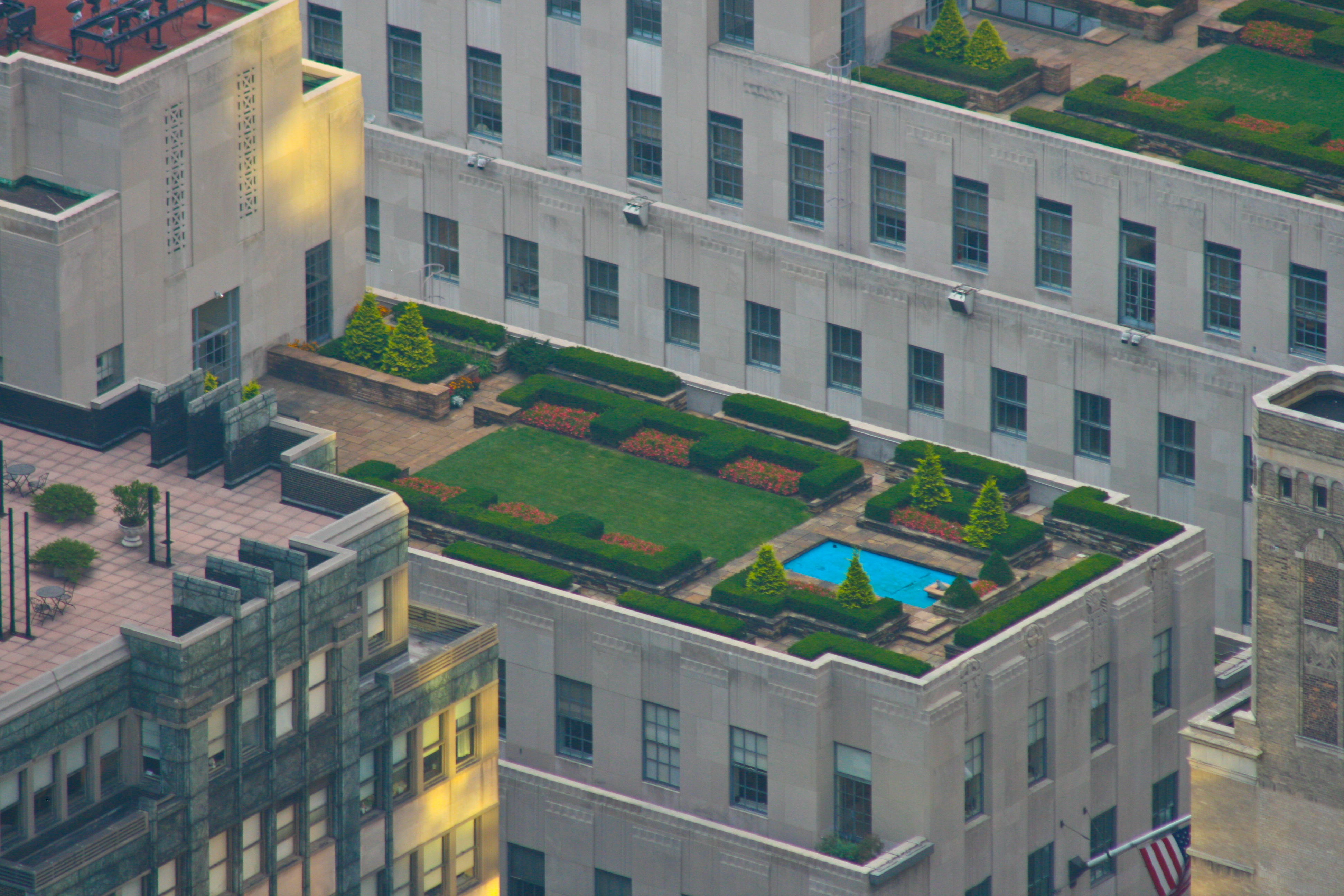
紐約曼克頓洛克斐勒中心的屋頂花園

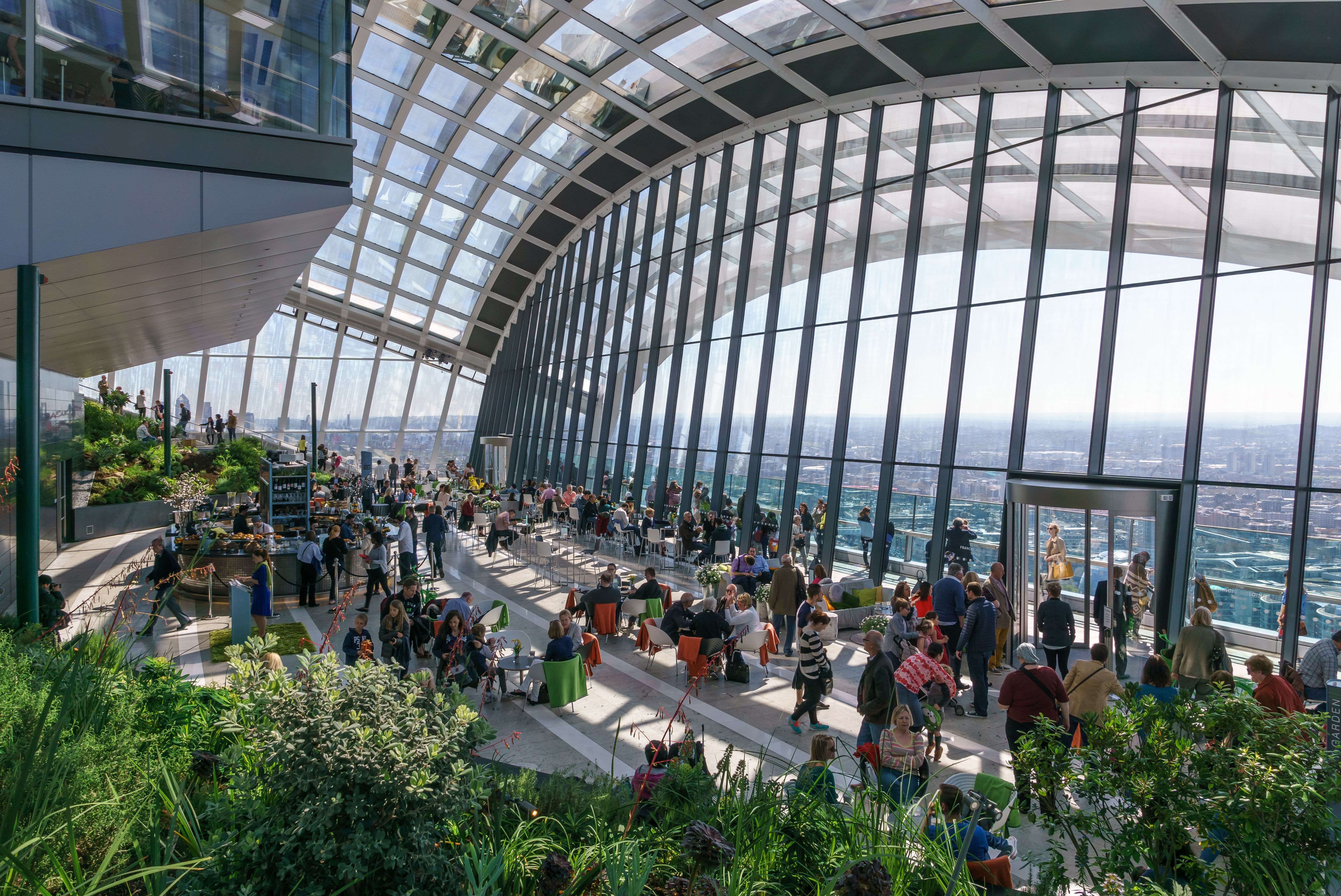
倫敦芬喬奇街20號的屋頂花園

屋頂花園是指在屋頂種植植物，成為庭園，天台花園、空中花園都是屋頂花園的類型。屋頂花園不僅在視覺上帶來綠美化的環境，也有減緩城市熱島效應、調節微氣候、增加保水性能、建築節能、綠化屋頂等功能，因此備受等先進國家重視。先進國家更訂定屋頂綠化的推廣與獎勵政策。

## 對環境的影響
植物具有減少建築物總熱吸收能力並降低了能源消耗。因“熱島效應”在城市裡的主要原因是日照。
如果被廣泛採用，屋頂花園可以減少城市熱島效應，這將減少霧霾事件，與熱存積相關的問題，並進一步降低能源消耗。

## 對建築物的影響
屋頂花園設計上因為它不是在地面上，所要考慮的因素不少，大致上分為：

### 載重量
要蓋屋頂花園前要先知道屋頂的荷重能力，唯有不危及建築結構下屋頂花園才有成功建造的機會，有準備要做屋頂花園要先注意樓板載重可達多少，才不會導致輕則漏水；重則房屋嚴重龜裂。
| 屋頂建材增加荷重分析 | 屋頂建材增加荷重分析 | 屋頂建材增加荷重分析                           |
| 名稱                 | 厚度1公分之重量      | 替代材料                                       |
| 乾燥土壤             | 12公斤/平方公尺      | 保綠石、石、混合土壤、蛇木屑、珍珠石、泥炭土。 |
| 一般乾燥土壤         | 16公斤/平方公尺      | 保綠石、石、混合土壤、蛇木屑、珍珠石、泥炭土。 |
| 濕潤土壤             | 18公斤/平方公尺      | 保綠石、石、混合土壤、蛇木屑、珍珠石、泥炭土。 |
| 石材                 | 20公斤/平方公尺      | FRP仿石                                        |
| 一般混凝土           | 23公斤/平方公尺      | 鋼架、木材                                     |
| 煤渣混凝土           | 14.5公斤/平方公尺    | 空心磚、木材                                   |
| 磚                   | 19公斤/平方公尺      | 木材                                           |
| 水                   | 10公斤/平方公尺      | 無                                             |
| -------------------- | -------------------- | ---------------------------------------------- |

## 都市農業
在一個可訪問的屋頂花園，空間變得可用於局部小規模的都市型農業，成為當地糧食生產的一個來源，並提供一個切實的小型糧食生產。
對於那些住在小公寓、空間不大，綠牆（垂直綠化）可能是一個解決方案。這也鼓勵對環境負責任的做法，消除耕作，減少或消除農藥，除草，並鼓勵廢物通過堆肥再利用。